# جام ملت‌های فوتبال ساحلی آسیا ۲۰۰۹
قهرمانی فوتبال ساحلی آسیا ۲۰۰۹ چهارمین دوره فوتبال ساحلی قهرمانی آسیا که توسط کنفدراسیون فوتبال آسیا برگزار شد. این مسابقات به عنوان مقدماتی انتخابی جام جهانی فوتبال ساحلی ۲۰۰۹ شناخته شد. این مسابقات در آبانماه سال ۱۳۸۸ در شهر دبی امارات متحده عربی برگزار شد. در این مسابقات ژاپن قهرمان شد و بحرین در رده دوم و عمان مقام سوم را کسب کرد. ایران در این مسابقات به مقام چهارم دست یافت و از راه‌یابی به جام جهانی فوتبال ساحلی ۲۰۰۹ بازماند.
پس این دوره توسط کنفدراسیون فوتبال آسیا مقرر شد، مسابقات هر دوسال یک بار برگزار شود.

## تیم‌های شرکت کننده
در این مسابقات ۷ تیم حضور داشتند.
- ازبکستان
- چین
- ایران
- ژاپن
- بحرین
- عمان
- استرالیا

## گروه‌ها
تیم‌ها به دو گروه A و B تقسیم‌بندی شدند.

### گروه A
بحرین ۲–۱ازبکستان 
(دبی؛ ۱۶ آبانماه ۱۳۸۸)
 ژاپن ۵–۳ازبکستان 
(دبی؛ ۱۷ آبانماه ۱۳۸۸)
 ژاپن ۲–۲بحرین 
(دبی؛ ۱۸ آبانماه ۱۳۸۸)
در ضربات پنالتی ۳–۲ بحرین پیروز شد.

### گروه B
عمان ۲–۱چین 
(دبی؛ ۱۶ آبانماه ۱۳۸۸)
 ایران ۳–۱استرالیا 

(دبی؛ ۱۷ آبانماه ۱۳۸۸)
 ایران ۵–۳عمان 
(دبی؛ ۱۸ آبانماه ۱۳۸۸)
 استرالیا ۴–۱چین 
(دبی؛ ۱۸ آبانماه ۱۳۸۸)
 عمان ۴–۲استرالیا 
(دبی؛ ۱۹ آبانماه ۱۳۸۸)
 ایران ۸–۲چین 
(دبی؛ ۱۹ آبانماه ۱۳۸۸)

## دور پایانی
|  | نیمه‌نهایی‌       | نیمه‌نهایی‌       |   |                                           | نهایی                                     | نهایی |  |
|  |                 |                 |   |                                           |                                           |       |  |
|  | ۲۰ آبانماه ۱۳۸۸ |                 |   |                                           |                                           |       |  |
|  | بحرین           | ۶               |   |                                           |                                           |       |  |
|  | عمان            | ۱               |   |                                           |                                           |       |  |
|  |                 |                 |   |                                           |                                           |       |  |
|  |                 |                 |   |                                           | ۲۱ آبانماه ۱۳۸۸                           |       |  |
|  |                 |                 |   |                                           | ژاپن                                      | ۴     |  |
|  |                 | بحرین           | ۲ |                                           |                                           |       |  |
|  |                 |                 |   |                                           |                                           |       |  |
|  |                 |                 |   |                                           |                                           |       |  |
|  |                 |                 |   |                                           | مقام سومی                                 |       |  |
|  | ۲۰ آبانماه ۱۳۸۸ | ۲۰ آبانماه ۱۳۸۸ |   | ۲۱ آبانماه ۱۳۸۸، در ضربات پنالتی ۲–۱ عمان | ۲۱ آبانماه ۱۳۸۸، در ضربات پنالتی ۲–۱ عمان |       |  |
|  | ژاپن            | ۵               |   | ایران                                     | ۱                                         |       |  |
|  | ایران           | ۳               |   |                                           | عمان                                      | ۱     |  |